# Seyit Jemaleddin Moschee

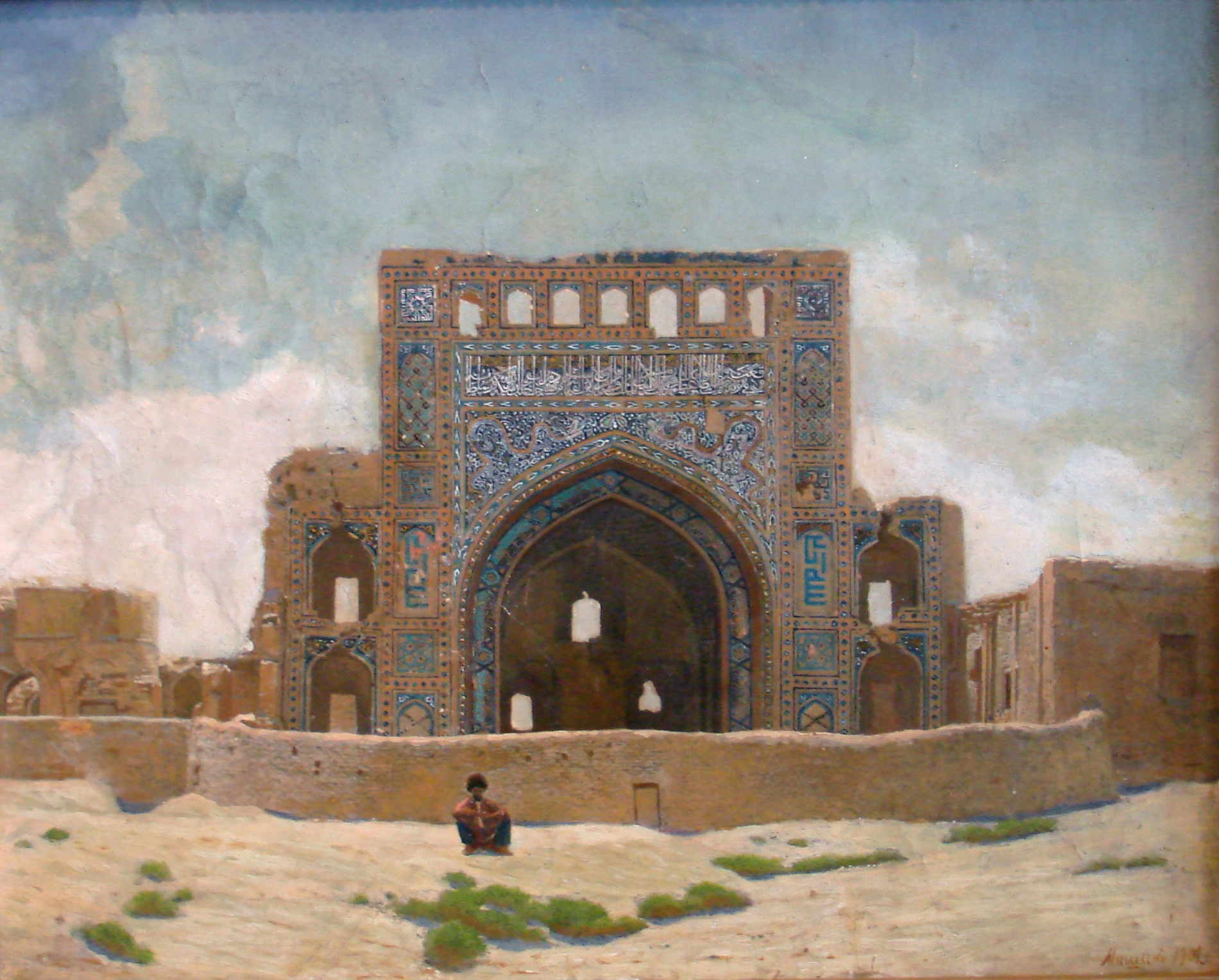
Gemälde der Seyit Jemaleddin Moschee (1902)

Die Seyit Jemaleddin Moschee (auch: Haus der Schönheit; turk. Seýit Jemaleddiniň metjidi) ist die Ruine einer Moschee in Turkmenistan, in den Ausläufern des Kopet-Dag-Gebirges, auf dem Gebiet der mittelalterlichen Stätte von Anau, östlich der modernen Stadt Änew, 12 Kilometer östlich von Aschgabat. Ein Denkmal der mittelalterlichen Architektur in Zentralasien.

## Geschichte
Sie wurde 1446–1457 (laut der Inschrift an der Fassade 1455–1456) zu Ehren von Scheich Jalal-ud-dunya-wa-d-d-din erbaut. Die Mosaikdekoration des Moscheeportals hat keine Entsprechung in der muslimischen Architektur Zentralasiens. Auf dem Bogen des Portals sind zwei azhdarkh-Drachen dargestellt, die sich gegenüberstehen. Das Denkmal wird von geschichts- und kulturinteressierten Touristen besucht, und das Grab des Heiligen in der Nähe der Änew-Moschee ist ein Wallfahrtsort. Es wurde durch das Erdbeben von Aşgabat 1948 zerstört.

## Forschung
Den Grundstein für die Erforschung der Moschee von Änew legte 1896 der Orientalist Valentin Zhukovski, der erste Vermessungen durchführte. Jahrhunderts befand sich die Moschee bereits in einem sehr schlechten Zustand und wies Risse in den Mauern auf. 1904 wurde die Moschee untersucht. 1905 veröffentlichte Alexander Semenov eine kurze Beschreibung der Moschee und einen Aufruf zu ihrer Restaurierung und Erforschung. Semenov veröffentlichte seinen Artikel über die Moschee von Änew 1908 in der Sammlung „Protokolle von Sitzungen und Berichte von Mitgliedern des Kreises der Amateurarchäologen“ (PTCLA). Dies wurde nach dem Ende des Russischen Bürgerkriegs und der Gründung der Turkmenischen SSR möglich. Während des Bürgerkrieges war die Anau-Moschee, die lange Zeit nicht unter direktem Schutz stand, wiederholt Zerstörungen ausgesetzt. Das Denkmal wurde am 16. Juli 1926 von dem Künstler Andrej Andrejewitsch Karelin und dem Ingenieur Wladimir Rodionowitsch Tripolski (1884–1942), Mitglieder des Turkmenischen Forschungsinstituts, untersucht und die Zeichnungen wurden von dem Ingenieur S. S. Sklyarevski angefertigt. Die Moschee wurde 1937 untersucht. Konservierungsarbeiten wurden zu verschiedenen Zeiten durchgeführt (V. R. Tripolsky, Nikolai Mikhailovich Bachinsky). Eine gründliche und umfassende Untersuchung des Ensembles wurde 1947 von der South Turkmenistan Archaeological Complex Expedition (STACE) unter der Leitung von Michail Masson durchgeführt. Dies führte zu einer Reihe von Publikationen und einer ausführlichen Monographie von Galina Pugatschenkowa.

## Beschreibung
Das Kultensemble ist für die Kultur- und Architekturgeschichte Turkmenistans von großer Bedeutung. Das Ensemble besteht aus vier Gebäuden: einer Moschee, die eine große Kuppelhalle ist, einem vorgelagerten Grabmal und zwei großen Gebäuden mit hohen Kuppelhallen. Der Komplex ist durch eine komplexe volumetrische und räumliche Komposition miteinander verbunden. Das Bauwerk zeichnet sich durch die Vielfalt der Gewölbestrukturen und die Farbigkeit der Verzierungen (Mosaiken und Majolika) aus.
Die Moschee wurde von einem Wesir des timuridischen Herrschers von Chorasan namens Muhammad Hudaydot erbaut. Eine große Inschrift auf dem Pischtak der Moschee nennt den Namen des Herrschers von Chorasan (1446–1457) Sultan Abu-l-Qasim Babur und lautet: „Dieser Bau wurde während der Herrschaft des großen Sultans, des Herrschers seiner Völker, des Zufluchtsortes der Länder und Zeitalter, Abu-l-Qasim-Baber Bahadurkhan, errichtet, möge der Allmächtige seine Macht und sein Reich unsterblich machen“. Aus anderen Inschriften geht hervor, dass das „Haus der Schönheit“ von Mohammed 1455–1456 auf eigene Kosten zum Gedenken an seinen Vater Jalal-ud-dunya-wa-d-din erbaut wurde. Galina Pugachenkova identifiziert den Namen Mohammed, der im Text an der Moschee genannt wird, überzeugend mit dem Wesir des Sultans Mohammed Hudaydot, dessen begrabener Vater Jemaleddin aus Anau stammte.
Galina Pugachenkova schreibt, dass der Zweck des Baus darin bestand, Turkmenen in den großen lokalen Kultkomplex zu locken. Der Bau wurde wegen der Kämpfe und Verwüstungen nach dem Tod von Sultan Babur 1457 nicht fertiggestellt.
Die Moschee wurde aus gebrannten Ziegeln errichtet. Sie öffnete sich zu einem großen Vorhof mit einem breiten Spitzbogen in einem hohen Portal nach Norden. Der quadratische Saal mit einer Spannweite von 10,5 Metern war von einer elliptischen Kuppel überdacht, die auf Gurtbögen und strukturell unvollkommenen, mit Stalaktiten verzierten Segeln ruhte. In der Südwand der Halle befand sich ein mit Kacheln geschmückter Mihrab. Seitlich davon befanden sich in der Südwand schmale Nischen mit Ausgängen ins Freie. In der Ost- und Westwand befanden sich jeweils zwei breite und tiefe Nischen mit Ausgängen zum Iwan, der in Höhe des Erdgeschosses drei Seiten der Moschee mit Hujras bedeckte. Zwei weitere Bauten flankierten den Vorhof östlich und westlich vor dem Portal der Moschee. Ihre Hallen waren mit Kuppeln von etwa 7 m Durchmesser überdacht und von kleinen, zweigeschossigen Räumen umgeben. Möglicherweise war der Vorhof geschlossen und besaß ein Eingangsportal von Norden.
Das Ensemble war bereits Ende des 19. Jahrhunderts in einem sehr schlechten Erhaltungszustand, relativ gut erhalten sind die prachtvollen Proportionen, Konturen und Ornamente des Portals der Moschee. In der graphischen Rekonstruktion der Nordfassade der Moschee zeigt Galina Pugachenkova zwei hohe zweistöckige Minarette, als ob sie die Seitenpfeiler des Portals verlängern würden.

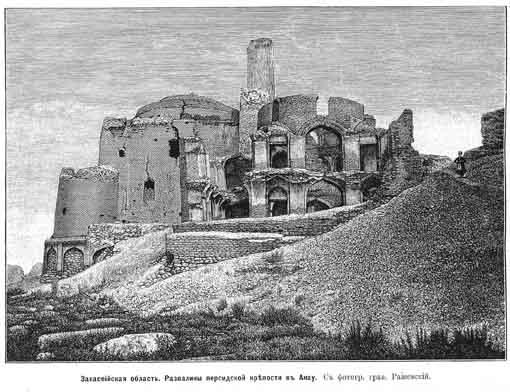
Ruinen der Moschee in der Festung Änew.

### Die Ruinen der Seyit Jemal al-Din Moschee
Von größtem Wert und künstlerischer Originalität ist die hervorragende polychrome Keramikdekoration des Portals: ornamentales Mauerwerk mit Majolika-Einsätzen, geometrische Ornamente und arabische Mosaikschrift. Über dem Bogen befanden sich prächtige Darstellungen von zwei Ajarh-Drachen, die ihre Köpfe einander zugewandt hatten. Ihre gelben Körper schlängelten sich auf einem dunkelblauen Mosaikhintergrund mit einem feinen Pflanzenornament (Apfelblüten), das vom grinsenden Maul der fantastischen Geschöpfe ausging. Das Bild der Drachen auf der Fassade hat keine Entsprechung in der Dekoration von Baudenkmälern in Zentralasien. Eine erschöpfende Erklärung für den Ursprung dieser Darstellung in der Dekoration der Anau-Moschee wurde noch nicht gefunden, obwohl die Bilder von Drachen auf die tiefe Geschichte der zentralasiatischen Kunst zurückgehen. Galina Pugachenkova gibt folgende Dechiffrierung: „Dem Inhalt nach scheint es sich um ein Totem des wichtigsten Turkmenenstammes zu handeln, der im XV. Jahrhundert den Bezirk Anau bewohnte (der Hauptort der Region war Nisa) und dem vielleicht Scheich Dzhemaleddin angehörte“, dessen Grab sich in Anau befand. Das Ornament der Mosaikbordüre, die den Portalbogen einrahmt, und die arabische Inschrift darüber haben keine Entsprechung in der Dekoration zentralasiatischer Baudenkmäler. Das Muster dieses Ornaments ist charakteristisch für bemalte Keramik aus dem turkmenischen Eneolithikum und wird auch heute noch in turkmenischen Teppichen verwendet. Fragmente der Dekoration werden im Museum der Schönen Künste von Turkmenistan aufbewahrt. Den Restauratoren ist es gelungen, die Portalsäulen, das Mauerwerk auf dem Platz und das Grabmal zu restaurieren. Die Restaurierung und Konservierung des Mosaiks mit der Darstellung von Drachen und Epigraphik am Portal der Anau-Moschee wurde von den Mitarbeitern des Museums der Schönen Künste und der Akademie der Künste mit einem Zuschuss aus dem Programm des Botschafterfonds für die Erhaltung des kulturellen Erbes (AFCP) für das Jahr 2013 (38.780 $) durchgeführt.
Nach einer lokalen Legende, die das Aussehen dieses ungewöhnlichen Gebäudes erklärt, bat ein Drache, Azhdarkha, während der Herrschaft der schönen und weisen Dzhemal die Bewohner der Stadt um Hilfe. Auf Geheiß der Königin führte der Drache Handwerker mit Äxten und Sägen in die Berge, wo sie einen anderen Drachen, dem eine Ziege im Hals steckte, von seinen Qualen befreiten. Aus Dankbarkeit überhäuften die Drachen die Handwerker und die Stadt mit Schätzen. Königin Jamal befahl den Bau einer Moschee. Der Legende nach waren die Drachen die Schutzherren von Anau und ihre Bilder bewachten die Moschee.

„Es war einmal ein Baum an der Stadtmauer, an dem eine Glocke hing. Jeder Reisende, der in Not war, konnte sich durch Läuten der Glocke bemerkbar machen, und die Menschen wurden aus ihrer Not gerettet. Eines Tages, während der Herrschaft des gerechten und weisen Jemal, hörten die Menschen ein lautes und beunruhigendes Läuten. Sie versammelten sich um den Baum und sahen, dass er von einem riesigen, zappelnden Drachen - azhdarkh - geschüttelt wurde. Gleichzeitig schien er entweder auf die Berge oder auf zwei Handwerker mit Äxten und Sägen zu zeigen, die in der Menge standen. Königin Jemal befahl den Handwerkern, dem Drachen zu folgen, der sich in Richtung der Berge zu bewegen begann. Dort sahen sie einen anderen Drachen in schrecklichem Todeskampf: Er hatte eine Ziege verschlungen, deren Hörner in seinem Rachen steckten. Die tapferen Meister traten in das offene Maul, sägten die Hörner ab und zerstückelten den Kadaver der schwarzen Ziege, um den Drachen von seinen Qualen zu erlösen. Dann führte der erste Drache die Handwerker zu einer Höhle voller Schätze und erlaubte ihnen, so viel mitzunehmen, wie sie wollten. Am nächsten Tag wurden die Bewohner wieder durch das Läuten der Glocke geweckt. Als sie herauskamen, sahen sie die beiden Drachen, die Gold und eine Menge Edelsteine brachten. Sie legten alles der Königin zu Füßen und zogen sich in die Berge zurück. Djemal befahl, mit diesen Edelsteinen eine große Moschee zu bauen und die Spender - die Drachen - auf dem Portal darzustellen.“